# 喀夏加尔镇
喀夏加尔镇，是中华人民共和国新疆维吾尔自治区伊犁哈萨克自治州昭苏县下辖的一个乡镇级行政单位。
2013年9月29日，新疆维吾尔自治区人民政府批复同意撤销喀夏加尔乡建制，设立喀夏加尔镇。

## 行政区划
喀夏加尔镇下辖以下地区：
萨尔乌孜克村、乌克里加尔村、克乌克加尔村、别迭村和森木塔斯村。